# Chaohua Wang
 (avril 2020).
Chaohua Wang est une essayiste et chercheuse indépendante, et est docteure en littérature chinoise contemporaine (Université de Californie, Los Angeles), ainsi que spécialiste de l'histoire contemporaine de la Chine. Dissidente chinoise et intellectuelle de gauche, elle est actuellement en exil politique aux États-Unis et commente activement les débats intellectuels et politiques chinois contemporains. 

## Biographie
Née en 1953, C. Wang est la fille d’un ancien professeur de littérature chinoise de l’Université de Pékin. En 1989, alors qu’elle est en master de littérature chinoise contemporaine à l’Académie chinoise des sciences sociales, elle devient membre du comité permanent de l’Association autonome des étudiants de Pékin pendant la Révolution culturelle chinoise et les manifestations de la place Tiananmen. Pendant dix jours, elle refuse de quitter la place Tiananmen, sauf lors de brèves négociations avec le gouvernement au nom des étudiants, et d'une nuit à l'hôpital après s'être évanouie à cause la grève de la faim qu'elle menait.

Après la répression militaire, elle est inscrite sur la liste des 21 leader étudiants les plus recherchés par le gouvernement. Elle passe plus de six mois en clandestinité avant de s’exiler aux États-Unis en 1990. Là-bas, en tant que réfugiée politique, elle reprend ses études à l’UCLA, obtient son diplôme de maîtrise en littérature chinoise moderne en 1994 et un doctorat en études est-asiatiques en 2008.

## Travaux de recherche scientifique
Sa thèse est une biographie de l’intellectuel Cài Yuánpéi (1868-1940), un professeur et ancien chancelier de l’Université de Pékin, mais aussi un anarchiste considéré comme le père du mouvement activiste étudiant de Chine. Son rôle dans la réforme de l'enseignement supérieur est reconnu pour avoir jeté les bases du Mouvement du 4 mai 1919, qui à son tour est reconnu pour avoir ouvert la voie à la révolution communiste chinoise.

C. Wang a notamment édité et traduit un recueil d’essais écrits par des intellectuels chinois contemporains. Cette collection, One China, Many Paths, est publiée aux éditions Verso en 2003.
 
En 2012-2013, C. Wang est membre de l’Institut d’études avancées de Nantes, pour approfondir ses recherches sur les séjours européens de Cài Yuánpéi et leur influence sur les réformes en Chine entre 1907 et 1930.
 
En France, elle contribue à l’ouvrage Deux révolutions, la Chine au miroir de la Russie, publié aux éditions Agone en 2014, où son essai critique « Du Parti et de ses succès » répond à un article de l’historien britannique marxiste Perry Anderson sur le prétendu « effondrement du communisme » après 1989, dans le cadre d’une analyse comparée des destins radicalement opposés du communisme en Russie et en Chine.

## Publications

### Publications en anglais
- WANG Chaohua (collab., éd., trad.), One China, Many Paths, London, Verso, 2003.
- WANG Chaohua (introduction), in YUANPEI Cai, Zhongguo lunli xue shi (A History of Ethics in China, originally published in 1910), Taipei, Wunan chubanshe, 2009.
- WANG Chaohua (notice de dictionnaire), "Modernity, East Asia", in CLINE HOROWITZ Maryanne (éd.), New Dictionary of the History of Ideas, New York, Charles Scribner’s Sons, 2005. p. 1479-85.
- WANG Chaohua, Lishi zhongjie zai Zhongguo (The End of History in Chins), Sixiang (Reflextion), 2010, no 4. p. 207-231.

### Publications en français
- ANDERSON Perry & WANG Chaohua, Deux révolutions. La Chine au miroir de la Russie, Marseille, Agone, coll. « Contre-feux », 2014.

## Notices d'autorité
- VIAF
- ISNI
- BnF (données)
- IdRef
- LCCN
- GND
- Pays-Bas
- Norvège
- Tchéquie
- Lettonie
- Corée du Sud
- WorldCat